# باداهلاگودا
باداهلاگودا (به لاتین: Badahelagoda) یک منطقهٔ مسکونی در سری‌لانکا است که در استان جنوبی (سری‌لانکا) واقع شده‌است.